# Kup Crne Gore u nogometu
Kup Crne Gore u nogometu (Crnogorski nogometni kup; srpski i crnogorski: Kup Crne Gore) je glavno nogometno klupsko kup natjecanje u Crnoj Gori, a organizira ga "Crnogorski nogometni savez" (crnogorski i srpski "Fudbalski savez Crne Gore"). 

## O natjecanju
Kup Crne Gore u nogometu je osnovan 2006. godine po osamostaljenju Crne Gore, kao sljednik dotadašnjeg "republičkog kupa Crne Gore" koji je bio kvalifikacijski kup za "Kup maršala Tita" (1947. – 1991.) i "Kupa SRJ / SiCG" (1991. – 2006.). 
 
U kupu sudjeluju klubovi iz "Prve" i "Druge crnogorske lige", dok se klubovi "Treće crnogorske lige" plasiraju preko regionalnih kupova ("Sjeverna regija", "Centralna regija", "Južna regija"). 
 
Pobjednik Kupa Crne Gore stječe pravo nastupa u pretkolima "Konferencijske lige" (do sezone 2020./21. "Europske lige", a do 2008./09. u "Kupu UEFA"). 
 
Završnica kupa se tradicionalno igra u Podgorici na stadionu "Pod Goricom". 

## Završnice
| sezona    | domaćin završnice              | pobjednik                       | rezultat završnice   | poraženi                        |
| --------- | ------------------------------ | ------------------------------- | -------------------- | ------------------------------- |
| 2006./07. | Podgorica, Stadion Pod Goricom | Rudar Pljevlja                  | 2:1                  | Sutjeska Nikšić                 |
| 2007./08. | Podgorica, Stadion Pod Goricom | Mogren Budva                    | 1:1 (6:5 11 m)       | Budućnost Podgorica             |
| 2008./09. | Podgorica, Stadion Pod Goricom | OFK Petrovac (Petrovac na Moru) | 1:0 (prod.)          | Lovćen Cetinje                  |
| 2009./10. | Podgorica, Stadion Pod Goricom | Rudar Pljevlja                  | 2:1                  | Budućnost Podgorica             |
| 2010./11. | Podgorica, Stadion Pod Goricom | Rudar Pljevlja                  | 2:2 (5:4 11 m)       | Mogren Budva                    |
| 2011./12. | Podgorica, Stadion Pod Goricom | Čelik Nikšić (II)               | 2:1                  | Rudar Pljevlja                  |
| 2012./13. | Podgorica, Stadion Pod Goricom | Budućnost Podgorica             | 1:0                  | Čelik Nikšić                    |
| 2013./14. | Podgorica, Stadion Pod Goricom | Lovćen Cetinje                  | 1:0                  | Mladost Podgorica               |
| 2014./15. | Podgorica, Stadion Pod Goricom | Mladost Podgorica               | 2:1 (prod.)          | OFK Petrovac (Petrovac na Moru) |
| 2015./16. | Podgorica, Stadion Pod Goricom | Rudar Pljevlja                  | 0:0 (4:3 11 m)       | Budućnost Podgorica             |
| 2016./17. | Podgorica, Stadion Pod Goricom | Sutjeska Nikšić                 | 1:0                  | OFK Grbalj Radanovići           |
| 2017./18. | Podgorica, Stadion Pod Goricom | Mladost Podgorica               | 2:0                  | Igalo (II)                      |
| 2018./19. | Podgorica, Stadion Pod Goricom | Budućnost Podgorica             | 4:0                  | Lovćen Cetinje                  |
| 2019./20. | natjecanje prekinuto           | natjecanje prekinuto            | natjecanje prekinuto | natjecanje prekinuto            |
| 2020./21. | Podgorica, Stadion Pod Goricom | Budućnost Podgorica             | 3:1                  | Dečić Tuzi                      |
| 2021./22. | Podgorica, Stadion Pod Goricom | Budućnost Podgorica             | 1:0                  | Dečić Tuzi                      |
| 2022./23. | Podgorica, Stadion Pod Goricom | Sutjeska Nikšić                 | 1:1 (4:3 11 m)       | Arsenal Tivat                   |
| 2023./24. | Podgorica, Stadion Pod Goricom |                                 |                      |                                 |

- u zagradama je naveden stupanj natjecanja, ako pobjednik ili finalist nije bio član "Prve crnogorske lige"
- u sezoni 2019./20. natjecanje prekuinuto nakon odigrane četvrtzavršnice radi pandemije COVID-19

### Klubovi po uspješnosti
| klub         | sjedište, (općina)      | pobjednik | finalist | ukupno | napomene, bivši nazivi |
| ------------ | ----------------------- | --------- | -------- | ------ | ---------------------- |
| Budućnost    | Podgorica               | 4         | 3        | 7      |                        |
| Rudar        | Pljevlja                | 4         | 1        | 5      |                        |
| OFK Titograd | Podgorica               | 2         | 1        | 3      | Mladost Podgorica      |
| Sutjeska     | Nikšić                  | 2         | 1        | 3      |                        |
| Lovćen       | Cetinje                 | 1         | 2        | 3      |                        |
| Mogren       | Budva                   | 1         | 1        | 2      | ugašeni 2017.          |
| Čelik        | Nikšić                  | 1         | 1        | 2      |                        |
| OFK Petrovac | Petrovac na Moru, Budva | 1         | 1        | 2      | Petrovac               |
| Dečić        | Tuzi                    | 0         | 2        | 2      |                        |
| Grbalj       | Radanovići, Kotor       | 0         | 1        | 1      | OFK Grbalj             |
| Igalo 1929   | Igalo, Herceg Novi      | 0         | 1        | 1      | Igalo, OFK Igalo       |
| Arsenal      | Tivat                   | 0         | 1        | 1      |                        |

 stanje nakon sezone 2022./23. 

## Vanjske poveznice
- fscg.me, Kup Crne Gore
- (engl.) uefa.com, Montenegrin Cup